# Demo Collection 2001
Demo Collection 2001 è il quinto album in studio del cantante Joseph Williams pubblicato il 3 gennaio 2001.
È un album non ufficiale del cantante pubblicato in rete come un doppio album e contiene trentuno rarissimi brani di Joseph registrati in tutta la sua carriera. L'album ospita vari artisti tra cui Jay Gruska, Steve Lukather, Michael Landau, Joey Carbone, George England, David Garfield, Mark Brown, Mark Williams, Vinnie Colaiuta, Lenny Castro, Mike Porcaro, Steve Porcaro, Michael Thompson, Steve Tavaglione, Richard Page, Jerry Hey, Jim Horn. Il brano Midnight Celebration nei due CD è diviso in tre parti, nel primo sono comprese una versione demo del brano e una strumentale, mentre invece nell'altro la versione del brano mixata, questo brano fece da colonna sonora al film del 1981 Jacqueline Susann's Valley of the Dolls. Il brano Toughen Up fu scritto insieme a Fire Power nel 1984, i due brani facevano parte infatti della colonna sonora del programma di allenamento Body By Jake, Don't Quit, in questo album Toughen Up è riportato in una versione poco più lenta dell'originale, leggermente più disco dance e più lunga. Il brano What You're Missing fu il brano che lui e Jay Gruska scrissero per i Chicago e che apparve sul celeberrimo Chicago 16, qui il brano è riportato nella versione interpretata da Joseph. Il brano Make Some Time è una versione alternativa del brano del primo album del cantante, mentre That First Night è una versione demo della canzone presente nel primo album di Joseph. Il brano Chelsea Nights fu scritto e concepito come brano dei Joair, il primo vero e proprio gruppo del cantante. I brani Turn It Up e Don't Look Back del 1986 furono colonna sonora del film Space Camp - Gravità zero. I brani Anything You Say e Takin' It (quest'ultimo in versione demo) furono inoltre i brani aggiuntivi nella riedizione del primo album del cantante Joseph Williams del 2002. Il brano Please Turn Around è contenuto in entrambi i CD, ma nel secondo il brano è riportato in una versione demo più lunga. Il brano Stop The World For You è la canzone da cui prenderà spunto il cantante per Reckless Heart pubblicata in Early Years, infatti il brano è uno stato embrionale di Reckless Heart caratterizzato da un testo fatto molto più da vocalizi che da parole, rispetto a Reckless Heart è spostato di qualche tonalità inferiore. Il brano Pretty Face era già stato pubblicato nel precedente Early Years, qui invece è riportato nella versione demo.

## Tracce

### CD 1
1. Asian Eyes (Joseph Williams, Barry Bregman, Pete Rugolo) - 4:26
2. Midnight Celebration (demo version) (J. Williams, B. Fasman) - 3:33
3. Toughen Up (J. Williams) - 6:32
4. Curious About You (Joseph Williams, Paul Gordon, Michael Landau) - 5:21
5. Frightened Of The Dark (J. Williams, S. Lukather, M. Landau) - 5:07
6. Please Turn Around (J. Williams, J. Gruska) - 4:18
7. What You're Missing (J. Williams, J. Gruska) - 3:44
8. Dream Come True (Joseph Williams, Barry Fasman) - 3:44
9. Oh Jamaica (Joseph Williams, Barry Fasman, John Lang) - 3:43
10. Make Some Time (J. Williams, M. Landau) - 3:07
11. Chelsea Nights (J. Williams, M. Williams) - 3:15
12. Midnight Celebration (instrumental version) - 3:33
13. That First Night (J. Williams, B. Fasman) - 3:43
14. Turn It Up (J. Williams, P. Gordon) - 4:09
15. Always Love (J. Williams, J. Gruska) - 2:40
16. Hide Love, Feel Love (J. Williams, J. Gruska) - 2:40

### CD 2
1. I Love Your Smile (J. Williams, J. Gruska) - 2:40
2. Anything You Say (J. Williams, J. Bettis, P. Gordon) - 4:13
3. Freakin' Tired (J. Williams, M. Williams) - 2:44
4. Don't Look Back (Joseph Williams, Amy Sue Reichardt) - 4:38
5. All Dressed Up (J. Williams, M. Williams) - 3:56
6. Takin' It (demo version) (J. Williams, J. Gruska) - 3:52
7. Please Turn Around (demo version) - 4:43
8. I'd Rather Dance By Myself (demo version) (J. Williams, P. Gordon) - 4:53
9. Children of the Future (Joseph Williams, Dennis Matkosky) - 4:50
10. Stop The World For You (J. Williams, M. Landau, J. Bettis) - 5:40
11. Fire In The House (J. Williams) - 2:44
12. Hang On (J. Williams, R. Goodrum) - 4:28
13. Midnight Celebration (mixed version) - 3:37
14. Pretty Face (J. Williams, P. Gordon) - 4:01
15. Ring Of Love (Joseph Williams, Paul Gordon, Brett Raymond) - 3:14
16. I Close My Eyes (J. Williams, P. Gordon) - 4:42

## Musicisti
- Joseph Williams - voce principale e drum programming
- Jay Gruska - tastiera e voce secondaria
- Robbie Buchanan - tastiera e voce secondaria
- David Garfield - tastiera e voce secondaria
- Steve Lukather - chitarra elettrica
- Michael Landau - chitarra elettrica
- Michael Thompson - chitarra elettrica
- Amye Williams - voce secondaria
- Steve Porcaro - tastiera
- Mike Porcaro - basso elettrico
- Dean Cortez - basso elettrico
- Mark Brown - basso elettrico
- Jim Horn - sassofono
- Jerry Hey - sassofono
- Steve Tavaglione - flauto
- Richard Page - voce secondaria
- George England - sassofono
- Mark T. Williams - batteria
- Vinnie Colaiuta - batteria
- Lenny Castro - percussioni